# Decimoputzu
Decimoputzu (sardinski: Deximupùtzu) je grad i općina (comune) u pokrajini Južnoj Sardiniji u regiji Sardiniji, Italija. Nalazi se na nadmorskoj visini od 17 metara i ima populaciju od 4 371 stanovnika.
 Prostire se na teritoriju od 44,77 km². Gustoća naseljenosti je 98 st/km².
Susjedne općine su: Decimomannu, Siliqua, Vallermosa, Villasor i Villaspeciosa.